# Центральний банк Росії
Центральний банк Російської Федерації (Банк Росії) — головний банк першого рівня, головний емісійний, грошово-кредитний інститут Російської Федерації, який розробляє і реалізує у взаємодії з Урядом Росії єдину державну кредитно-грошову політику і наділений особливими повноваженнями, зокрема, правом емісії грошових знаків та регулювання діяльності банків. Банк Росії, виконуючи роль головного координуючого та регулюючого органу всієї кредитної системи країни, виступає органом економічного управління. Банк Росії контролює діяльність кредитних організацій, видає і відкликає у них ліцензії на здійснення банківських операцій, а вже кредитні організації працюють з іншими юридичними та фізичними особами.
Статтею 71 Конституції Російської Федерації визначено, що правом грошової емісії володіє Російська Федерація, а стаття 75 конкретизує, що грошова емісія здійснюється виключно Центральним банком Російської Федерації й обумовлює його основну функцію — захист і забезпечення стійкості рубля. Статус, цілі діяльності, функції і повноваження Центрального банку Російської Федерації визначаються Федеральним законом «Про Центральний банк Російської Федерації (Банк Росії)» та іншими федеральними законами.

## Історія

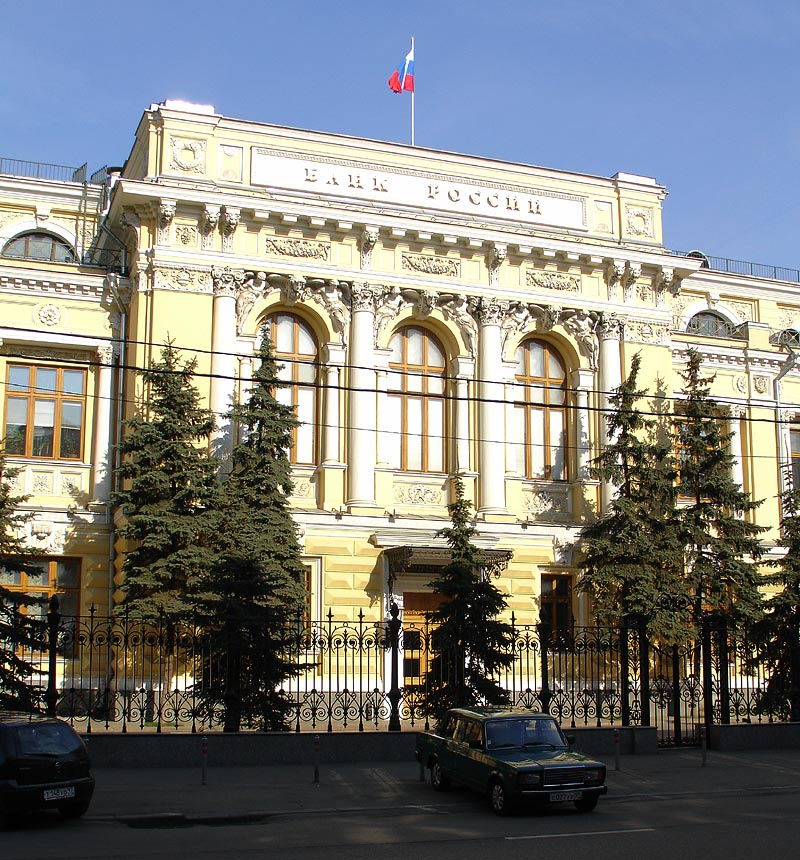

Центральний банк Російської Федерації (Банк Росії) був заснований 13 липня 1990 у результаті перетворення Російського республіканського банку Держбанку СРСР. Був підзвітним Верховній Раді РРФСР. Перша назва: Державний банк РРФСР.
2 грудня 1990 Верховна Рада РРФСР ухвалила Закон про Центральний банк РРФСР (Банк Росії), відповідно до якого Банк Росії став юридичною особою, головним банком РРФСР і був підзвітний Верховній Раді РРФСР. У червні 1991 року був прийнятий Статут Банку Росії, який зберіг підзвітність Верховній Раді РРФСР.
У листопаді 1991 Центральний банк РРФСР став єдиним на території РРФСР органом державного грошово-кредитного та валютного регулювання економіки республіки. На нього покладалися повноваження Держбанку СРСР з емісії та визначення курсу рубля.
20 грудня 1991 Державний банк СРСР був ліквідований, а всі його активи й пасиви, а також майно на території РРФСР були передані Центральному банку РРФСР (Банку Росії), який згодом був перейменований у Центральний банк Російської Федерації (Банк Росії).
Протягом 1991—1992 років у Росії під керівництвом Банку Росії була створена широка мережа комерційних банків на основі філій спецбанків. Також була змінена система рахунків, створені розрахунково-касові центри (РКЦ) Банку Росії. З 1992 року Банк Росії почав здійснювати купівлю-продаж іноземної валюти на створеному ним валютному ринку, встановлювати і публікувати офіційні котирування іноземних валют по відношенню до рубля. У цей же період почався процес передачі Банком Росії функцій касового виконання державного бюджету новоствореному Федеральному казначейству.
Відповідно до Конституції Російської Федерації (стаття 75) і Законом «Про Центральний банк Російської Федерації (Банк Росії)» (стаття 22), банк здійснює функції та повноваження незалежно від федеральних органів державної влади, органів державної влади суб'єктів федерації і органів місцевого самоврядування. Держава не відповідає за зобов'язаннями Банку Росії, а Банк Росії — за зобов'язаннями держави (стаття 2).
У 1992—1995 роках задля підтримки стабільності банківської системи Банк Росії створив систему нагляду та інспектування комерційних банків, а також систему валютного регулювання і валютного контролю. Як агент Міністерства фінансів Банк Росії організував ринок державних цінних паперів (рос. ГКО) і почав брати участь у його функціонуванні.

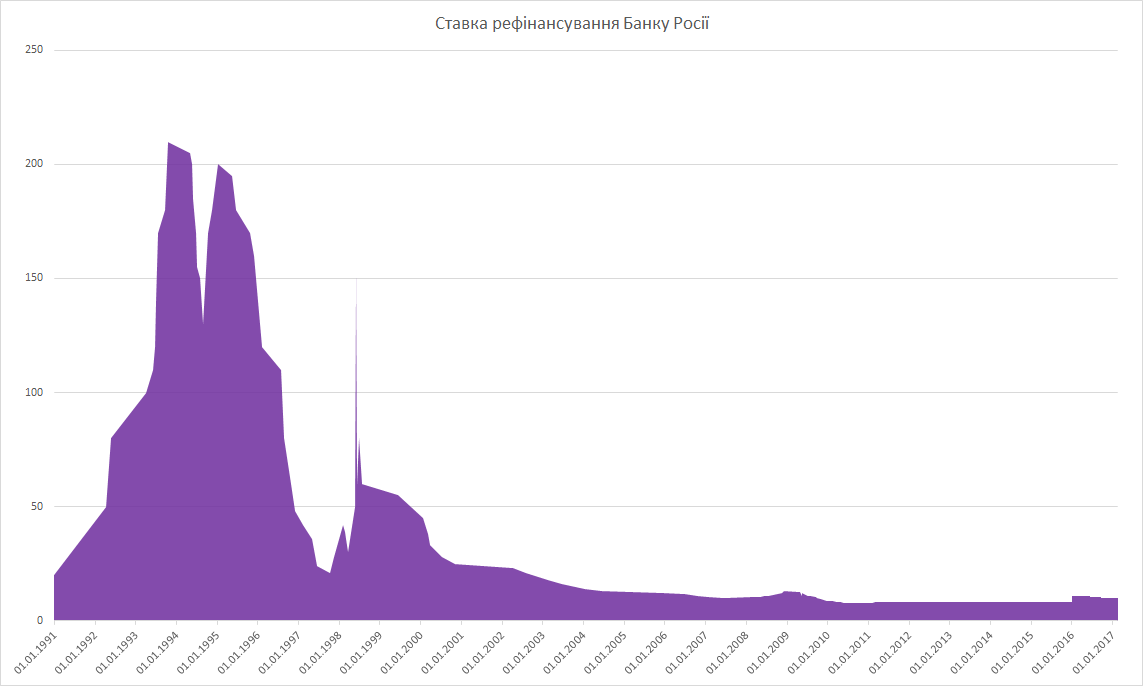
Ставка рефінансування Банку Росії з 1991 року

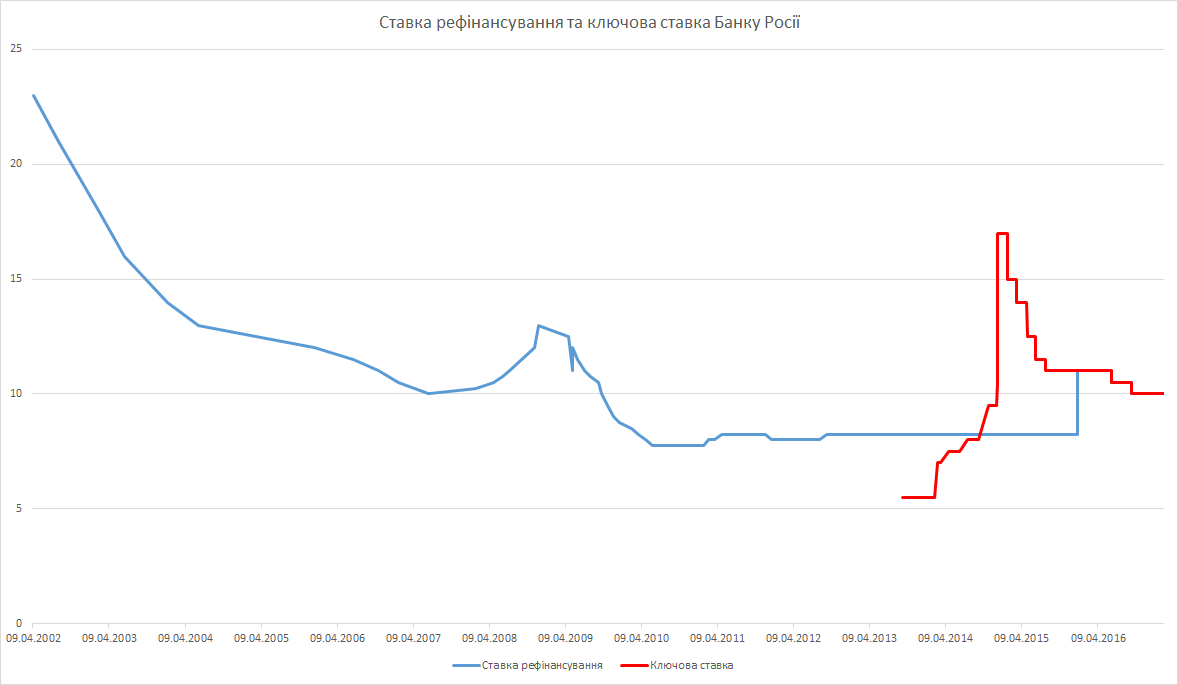
Ставка рефінансування та ключова ставка Банку Росії з 2002 року

З 1995 року Банк Росії припинив використання прямих кредитів для фінансування дефіциту федерального бюджету і перестав надавати цільові централізовані кредити галузям економіки.
З 1998 року Банк Росії для подолання наслідків фінансової кризи проводив політику реструктуризації банківської системи, спрямовану на поліпшення роботи комерційних банків та підвищення їх ліквідності. Також було створено Агентство з реструктуризації кредитних організацій (рос. АРКО) і Міжвідомчий координаційний комітет сприяння розвитку банківської справи в Росії (рос. МКК).
У 2003 році Банк Росії почав упроваджувати систему міжнародних стандартів фінансової звітності.
У грудні 2003 року був прийнятий Федеральний закон «Про страхування внесків фізичних осіб у банках Російської Федерації», яким були визначені правові, фінансові та організаційні засади функціонування системи обов'язкового страхування вкладів фізичних осіб в банках Російської Федерації, а також компетенція, порядок утворення та діяльності організації, що здійснює функції з обов'язкового страхування вкладів, порядок виплати відшкодування за вкладами.
1 вересня 2013 до банку перейшли функції ліквідованої Федеральної служби з фінансових ринків, що зробило банк фінансовим мегарегулятором.
Банк Росії перейшов до режиму плаваючого валютного курсу в листопаді 2014 року.

## Цілі та функції
Основними цілями діяльності Банку Росії є:
- Захист і забезпечення стійкості рубля, у тому числі його купівельної спроможності і курсу по відношенню до іноземних валют;
- Розвиток і зміцнення банківської системи Російської Федерації;
- Забезпечення стабільності та розвиток національної платіжної системи;
- Розвиток фінансового ринку Російської Федерації;
- Забезпечення стабільності фінансового ринку Російської Федерації.

Окремо обумовлено, що отримання прибутку не є метою діяльності Банку Росії.
Банк Росії здійснює свої функції відповідно до Конституції Російської Федерації та Федерального закону «Про Центральний банк Російської Федерації (Банк Росії)» та інших федеральних законів. Відповідно до статті 75 Конституції Російської Федерації, основною функцією Банку Росії є захист і забезпечення стійкості рубля, а грошова емісія здійснюється виключно Банком Росії.

## Структура та органи управління

### Голови Центрального банку РРФСР / Російської Федерації
| Голова ЦБ РФ                    | Період діяльності                                                                                      |
| ------------------------------- | --- |
| Георгій Гаврилович Матюхін      | в.о. голови Правління Держбанку РРФСР з 7 серпня 1990 року, призначений 25 грудня 1990 — 16 липня 1992 |
| Віктор Володимирович Геращенко  | в.о. 17 липня 1992, призначений 4 листопада 1992 — 14 жовтня 1994                                      |
| Тетяна Володимирівна Парамонова | в.о. 18 жовтня 1994 — 8 листопада 1995                                                                 |
| Олександр Андрійович Хандруев   | т.в.о. 8 листопада — 22 листопада 1995                                                                 |
| Сергій Костянтинович Дубінін    | 22 листопада 1995 — 11 вересня 1998                                                                    |
| Віктор Володимирович Геращенко  | 11 вересня 1998 — 20 березня 2002                                                                      |
| Сергій Михайлович Ігнатьєв      | 20 березня 2002 — 23 червня 2013                                                                       |
| Ельвіра Сахіпзадовна Набіулліна | 24 червня 2013 — до цього часу                                                                         |

### Рада директорів
Відповідно до статті 15 Федерального закону «Про Центральний банк Російської Федерації (Банк Росії)» до Ради директорів Центрального банку Російської Федерації входять Голова Банку Росії і 14 членів Ради директорів. Члени Ради директорів працюють на постійній основі в Банку Росії і призначаються Державною Думою на посаду строком на п'ять років за поданням Голови Банку Росії, узгодженим з Президентом Російської Федерації.
Станом на 9 січня 2016 членами ради директорів Центрального банку Російської Федерації були:
| Члени Ради                      | Посада                                                                      | Затверджено на посаді |
| ------------------------------- | --------------------------------------------------------------------------- | --------------------- |
| Ельвіра Сахіпзадовна Набіулліна | Голова Центрального банку Російської Федерації                              | 18 жовтня 2013        |
| Георгій Іванович Лунтовський    | Перший заступник Голови Банку Росії                                         | 18 жовтня 2013        |
| Дмитро Владиславович Тулін      | Перший заступник Голови Банку Росії                                         | 16 червня 2015        |
| Сергій Анатолійович Швецов      | Перший заступник Голови Банку Росії                                         | 18 жовтня 2013        |
| Ксенія Валентинівна Юдаєва      | Перший заступник Голови Банку Росії                                         | 18 жовтня 2013        |
| Надія Юріївна Іванова           | Заступник Голови Банку Росії — директор Зведеного економічного департаменту | 18 жовтня 2013        |
| Василь Анатолійович Поздишев    | Заступник Голови Банку Росії                                                | 16 червня 2015        |
| Дмитро Германович Скобєлкін     | Заступник Голови Банку Росії                                                | 18 жовтня 2013        |
| Володимир Вікторович Чистюхін   | Заступник Голови Банку Росії                                                | 18 жовтня 2013        |
| Олексій Юрійович Симановський   | Радник Голови Банку Росії                                                   | 18 жовтня 2013        |
| Сергій Михайлович Ігнатьєв      | Радник Голови Банку Росії                                                   | 18 жовтня 2013        |
| Надія Олексіївна Савинська      | Начальник Головного управління Банку Росії по Санкт-Петербургу              | 18 жовтня 2013        |
| Михайло Ігорович Сухов          |                                                                             | 18 жовтня 2013        |

### Структурні підрозділи
На тепер у Центральному банку Російської Федерації функціонують такі структурні підрозділи:
1. Секретаріат Голови Банку Росії
2. Апарат Банку Росії
3. Зведений економічний департамент
4. Департамент статистики
5. Департамент готівкового грошового обігу
6. Департамент національної платіжної системи
7. Департамент бухгалтерського обліку і звітності
8. Департамент ліцензування діяльності та фінансового оздоровлення кредитних організацій
9. Центральний каталог кредитних історій
10. Департамент банківського нагляду
11. Департамент банківського регулювання
12. Департамент нагляду за системно значущими кредитними організаціями
13. Головна інспекція Банку Росії
14. Департамент операцій на фінансових ринках
15. Департамент забезпечення і контролю операцій на фінансових ринках
16. Департамент фінансової стабільності
17. Департамент фінансового моніторингу та валютного контролю
18. Департамент грошово-кредитної політики
19. Департамент розвитку фінансових ринків
20. Департамент допуску на фінансовий ринок
21. Департамент страхового ринку
22. Департамент колективних інвестицій і довірчого управління
23. Департамент ринку цінних паперів і товарного ринку
24. Головне управління ринку мікрофінансування і методології фінансової доступності
25. Головне управління протидії недобросовісним практикам поведінки на відкритому ринку
26. Юридичний департамент
27. Департамент польових установ
28. Департамент інформаційних технологій
29. Департамент кадрової політики та забезпечення роботи з персоналом
30. Фінансовий департамент
31. Департамент внутрішнього аудиту
32. Департамент міжнародного співробітництва та громадських комунікацій
33. Прес-служба Банку Росії
34. Адміністративний департамент
35. Головне управління нерухомості Банку Росії
36. Головне управління експертизи та планування капітальних витрат Банку Росії
37. Головне управління безпеки та захисту інформації
38. Департамент збору і обробки звітності некредитних фінансових організацій
39. Служба Банку Росії щодо захисту прав споживачів фінансових послуг та міноритарних акціонерів.

### Національна фінансова рада
Національна фінансова рада (рос. НФС) — колегіальний орган Банку Росії. Національна фінансова (раніше — банківська) рада складається з дванадцяти осіб, із яких двоє спрямовуються Радою Федерації Федеральних Зборів Російської Федерації з числа членів Ради Федерації, троє — Державною Думою з числа депутатів Державної Думи, троє — Президентом Російської Федерації, троє — Урядом Російської Федерації. Крім того, до складу Національної фінансової ради входить Голова Банку Росії.
Члени Національної фінансової ради, за винятком голови Банку Росії, не є співробітниками ЦБ і не отримують винагороди за свою діяльність. Рада збирається не рідше одного разу на квартал. З числа учасників обирається голова Ради. Кворум становить сім осіб, рішення приймається простою більшістю голосів.
Основні питання, що розглядаються Радою:
- Річний звіт Банку Росії
- Основні напрямки єдиної державної грошово-кредитної політики
- Питання вдосконалення банківської системи
- Доповіді головного аудитора Банку Росії.

Закон ставить на контроль Національної фінансової ради в першу чергу ті витрати, які здійснюються Банком Росії на власні потреби.
Станом на 2 серпня 2015 Головою Ради є А. Г. Силуанов — Міністр фінансів Російської Федерації.

## Золотовалютні резерви
Міжнародні резерви Російської Федерації становлять собою високоліквідні іноземні активи, наявні в розпорядженні Банку Росії та Уряду Росії станом на звітну дату. Частина Резервного фонду Російської Федерації та Фонду національного добробуту, номіновані в іноземній валюті та розміщені Урядом Російської Федерації на рахунках у Банку Росії, є складовою міжнародних резервів Російської Федерації. Фінансові вимоги Банку Росії та Уряду Російської Федерації до резидентів, виражені в іноземній валюті, не включаються до складу міжнародних резервів Російської Федерації.
Останнє значення: 410,9млрд. $ станом на 15.07.2017
Міжнародні резерви Росії
- серпень 1991 — борг $32,1 млрд
- 1 січня 2002 — $34,6 млрд▲
- 1 січня 2003 — $47,79 млрд▲
- 1 січня 2004 — $77 млрд▲
- 1 січня 2005 — $125 млрд▲
- 1 січня 2006 — $182 млрд▲
- 1 січня 2007 — $303 млрд▲
- 1 січня 2008 — $478,8 млрд▲
- 8 серпня 2008 — $598,1 млрд▲
- 1 січня 2009 — $426,3 млрд▼
- 1 січня 2010 — $439,5 млрд▲
- 1 січня 2011 — $479,4 млрд▲
- 1 травня 2011 — $524,0 млрд▲
- 1 грудня 2012 — $528,2 млрд▲
- 27 грудня 2012 — $532 млрд▼
- 12 липня 2013 — $506 млрд▼
- 1 грудня 2013 — $515,59 млрд▲[17]
- 18 вересня 2014 — $459,9 млрд▲[18]
- 1 грудня 2014 — $418,88 млрд▼
- 1 липня 2015 — $361,57 млрд▼
- 1 грудня 2015 — $364,7 млрд▲
- 1 липня 2016 — $392,76 млрд▲
- 1 грудня 2016 — $385,29 млрд▼[19]